# CASQ1
CASQ1 (англ. Calsequestrin 1)— білок, який кодується однойменним геном, розташованим у людей на 1-й хромосомі. Довжина поліпептидного ланцюга білка становить 396 амінокислот, а молекулярна маса — 45160. Кодований геном білок за функціями належить до м'язових білків, фосфопротеїнів.Білок має сайт для зв'язування з іонами металів, іоном кальцію.Локалізований у мембрані, мітохондрії, саркоплазматичному ретикулумі. Виконує функцію кальцієвого буферу в саркоплазматичному ретикулумі, а також є важливим регулятором концентрації Ca2+ у скелетних м'язах при збудженні/скороченні. Закріплюється на сполучній мембрані саркоплазматичного ретикулуму шляхом взаємодії з мембранними білками і піддається оборотній полімеризації зі збільшенням концентрації Ca2+.
| 10         |  | 20         |  | 30         |  | 40         |  | 50         |
| ---------- |  | ---------- |  | ---------- |  | ---------- |  | ---------- |
| MSATDRMGPR |  | AVPGLRLALL |  | LLLVLGTPKS |  | GVQGQEGLDF |  | PEYDGVDRVI |
| NVNAKNYKNV |  | FKKYEVLALL |  | YHEPPEDDKA |  | SQRQFEMEEL |  | ILELAAQVLE |
| DKGVGFGLVD |  | SEKDAAVAKK |  | LGLTEVDSMY |  | VFKGDEVIEY |  | DGEFSADTIV |
| EFLLDVLEDP |  | VELIEGEREL |  | QAFENIEDEI |  | KLIGYFKSKD |  | SEHYKAFEDA |
| AEEFHPYIPF |  | FATFDSKVAK |  | KLTLKLNEID |  | FYEAFMEEPV |  | TIPDKPNSEE |
| EIVNFVEEHR |  | RSTLRKLKPE |  | SMYETWEDDM |  | DGIHIVAFAE |  | EADPDGFEFL |
| ETLKAVAQDN |  | TENPDLSIIW |  | IDPDDFPLLV |  | PYWEKTFDID |  | LSAPQIGVVN |
| VTDADSVWME |  | MDDEEDLPSA |  | EELEDWLEDV |  | LEGEINTEDD |  | DDDDDD     |

A: Аланін

D: Аспарагінова кислота

E: Глутамінова кислота

F: Фенілаланін

G: Гліцин

H: Гістидин

I: Ізолейцин

K: Лізин

L: Лейцин

M: Метіонін

N: Аспарагін

P: Пролін

Q: Глутамін

R: Аргінін

S: Серин

T: Треонін

V: Валін

W: Триптофан

## Фізичні властивості

### Полімеризація
Зв'язування з Ca2+ викликає конформаційні зміни в кальцеквестрині. Підвищення концентрації Ca2+ від 0 до 1 мМ Ca2+ збільшує вміст α-спіралей. При збільшенні концентрації Ca2+ до 5 мМ вміст β-листів збільшується зі зменшенням вмісту α-спіралей. Як наслідок кальсеквестрин піддається оборотній полімеризації зі збільшенням концентрації Ca2+, а деполімеризується при зменшенні концентрації Ca2+. Кристалічна структура калсеквестрину свідчить про те, що він утворює щільно упаковані лінійні філаменти за умови високої концентрації Ca2+. С-кінцевий домен калсеквестрину важливий для кальцій-індукованої полімеризації білка, оскільки Casq1 з вилученим C-кінцем (14 залишків від C-кінця) не полімеризується у відповідь на підвищення концентрації Ca2+.Полімеризація також збільшує буферну ємність білку. При полімеризації Casq1 його ємність зростає на 40% у порівнянні з мономером. Підвищена концентрація Ca2+ підвищує стійкість кальсеквестрину до обмеженого протеолізу трипсину та сприяє компактному згортанню білка.Casq1 скелетних м'язів полімеризується при діапазоні концентрації Ca2+ < 1 мМ.

### Зв'язування з іншими йонами
Окрім відомої властивості кальсиквестрину зв’язуватись с іонами кальцію, білок зв’язує інші іони, які конкурують із Ca2+. За спорідненістю до кальциквестрину вони класифікуются як La3+ > Zn2+ > Cd2+ > Mn2+ > Mg2+ > Sr2+ > K+.Цікаво, що при низькій концентрації іонів лише Ca2+ індукує полімеризацію кальцеквестрину, яка збільшує здатність до зв'язування/зберігання Ca2+, що свідчить про те, що кальцеквестрин є більш селективним до Ca2+. Mn2+, Co2+, Ni2+, Cu2+ і Zn2+ також зв’язуються з кальцеквестрином і здатні індукувати більш компактне згортання у вторинній структурі та полімеризацію білка.  Фізіологічні наслідки зв’язування кальсиквестрину з іншими йонами не відомі.

## Функції

### Накопичення та буферизація кальцію у саркоплазматичному ретикулумі
У функціонуючих м’язах близько 75% Ca2+, що вивільняється у СР зв'язується з кальсеквестрином. У скелетних м’язах делеція Casq1 викликає зменшення індукованого кофеїном вивільнення Ca2+ більше ніж на 50%. Також, у волокнах скелетних м’язів мишей, с нокаутованим геном Casq1 спостерігається зниження вивільнення кальцію на 20%. Вміст кальцію у саркоплазматичному ретикулумі зростає з підвищенням вмісту Casq1, крім того, надмірна експресія Casq1 в міотубулах призводить до збільшення Ca2+, що вивільняється.

### Регуляціяріанодинових рецепторів
У скелетних м'язах Casq1 інгібує RyR1 при ≤ 1 мМ [Ca2+], але він дисоціює від RyR1 за високих концентрацій Ca2+  (≥ 5 мМ). Видалення Casq1 з комплексу RyR1, що містить ASPH (junctin), TRDN (triadin), призводить до підвищення ймовірності і тривалості відкриття каналу RyR1. Повторне додавання Casq1 назад до RyR1 призводить до зменшення тривалості активності каналу.
За відсутності ASPH Casq1 не взаємодіє з RyR1. Зв'язування Ca2+ C-кінцевим доменом Casq1 бере участь у полімеризації білка та у його взаємодії з TRDN і ASPH, що зумовлює його взаємодію з RyR1. Очевидно, взаємодія між Ca2+, ASPH, TRDN, RyR1 і Casq1 є важливими для Casq1-залежної модуляції активності RyR1 а, отже, і процесів збудження-скорочення скелетних м’язів.

## Мутації
Мутація D244G впливає з на сайти зв'язування CASQ1 з Ca2+, що змінює кінетику і характер полімеризації білку. Зокрема, мутантні форми D244G CASQ1 являють собою великі агрегати з атиповою структурою. Мутація спливає на вільнення Ca2+. Додаткові мутації CASQ1 було також виявлено виявлено у пацієнтів, що страждають на TAM (Tubular Aggregate Myopathy).